# 沙旺
沙旺是葡萄牙布拉加区的一个堂区。总面积2平方公里，总人口733人，人口密度366.5人/平方公里。